# Крабоїд білочеревий
Крабоїд білочеревий (Fordonia leucobalia) — єдиний представник роду змій крабоїд родини гомалопсових (Homalopsidae). Умовно отруйна змія (реальної небезпеки для людини не становить). 

## Опис
Загальна довжина досягає 1 м. Голова товста, морда затуплена. Очі помірного розміру, які розташовані у верхній частині голови, повернуті догори. Ніздрі наділені захисними клапанами, які закриваються при занурюванні змії у воду. Тулуб сильний, міцний, майже стрункий. Забарвлення спини коричневе або сіре. Черево має білий колір.

## Спосіб життя
Полюбляє мангрові зарості. Значну частину проводить у воді, серед мулу. Ховається у норах крабів. Активний уночі. Харчується здебільшого крабами, іноді рибою та жабами.
Це живородна змія.
Отрута не становить загрози для життя людини.

## Розповсюдження
Мешкає у провінціях Австралії: Північна територія, Квінсленд, Західна Австралія; на о.Нова Гвінея, Бангладеші, у штаті Індії: Бенгалія; на островах Індонезія: Калімантан, Серам, Суматра, Ява, Тимор, Амбон; Малайзії; М'янмі, на Філіппінах, у Таїланді, Камбоджі, В'єтнамі.